# Le Jour du Mayflower
Le Jour du Mayflower est le vingtième tome de la série de bande dessinée XIII. Il s'agit du premier album réalisé par le scénariste Yves Sente et le dessinateur Youri Jigounov, succédant ainsi aux créateurs de la série, Jean Van Hamme et William Vance, auteurs des précédents dix-neuf tomes.
Jean Van Hamme tient le rôle de consultant auprès des nouveaux auteurs afin de garantir la cohérence de la série. William Vance laisse également sa trace dans ce vingtième album en illustrant la couverture de l’œuvre ainsi que les pages 42 à 45 du tome.
Ce nouvel album relance l'intrigue entourant le personnage de XIII alors que le précédent album semblait avoir définitivement clos le débat sur l'identité du fameux amnésique. Tout en introduisant de nouveaux personnages, Yves Sente a conservé les figures principales de la série (Jones, Carrington, Betty, etc.), ce qui laisse supposer qu'ils auront une place importante dans les futures aventures de XIII.

## Résumé
Ce vingtième épisode débute à Augusta (Maine), où XIII consulte la psychiatre Suzanne Levinson afin qu'elle l'aide à retrouver sa mémoire, car notre héros ne se contente pas du fait d'avoir découvert qu'il s'appelait Jason Mac Lane. Le Dr Levinson promet de l'aider et XIII rentre chez lui, dans la maison qu'Abe et Sally Smith lui ont léguée.
Dans sa maison, XIII est attendu par deux mercenaires travaillant pour une entreprise appelée USafe. Ces deux tueurs, Julianne et Karl, proposent à XIII d'intégrer l'entreprise, mais celui-ci décline l'offre et éconduit les deux mercenaires.
Peu après, XIII est recontacté par sa psychiatre. Il se rend en ville et les médecins testent sur lui une nouvelle technique à base d'électrochocs pour retrouver la mémoire. Cette méthode semble partiellement fonctionner, puisque XIII se souvient d'une scène de son enfance où il parle avec son père adoptif, Jonathan Mac Lane, ainsi qu'avec Zeke Hattaway. Puis il se souvient d'une autre scène dans laquelle il quitte l'orphelinat en compagnie de son « parrain » (dont on ne voit pas le visage). Au cours de cette scène, XIII parle avec un jeune garçon nommé Jim Drake qui a une tache de vin sur le visage.
XIII décide de se mettre à la recherche de cet ami d'enfance. Grâce à Facebook, il parvient à retrouver la trace de Drake et le contacte pour fixer un rendez-vous. Drake reconnaît immédiatement XIII à sa voix au téléphone. Mais les hommes d'USafe ayant placé des micros chez XIII, ils se rendent avant lui chez Drake et le blessent grièvement. Lorsque XIII lui rend visite à l'hôpital, Drake a tout juste le temps d'évoquer « les Conjurés de la Fleur de Mai », l'existence du « parrain » de XIII, ainsi que l'existence d'archives auprès de « Dorothy » avant de succomber à ses blessures.
XIII ne comprend plus rien et se rend au domicile de Drake pour y voir plus clair. Mais il est attaqué par un mercenaire d'USafe, Dan, qui met le feu à la maison de Drake. XIII parvient de justesse à s'enfuir et à sauver des flammes la chatte de Drake, baptisée Dorothy. XIII confie l'animal à un enfant du quartier puis quitte les lieux.
Pendant ce temps, les hommes d'USafe font leur rapport à leur commanditaire, Brad Mallock. Celui-ci informe ses deux patronnes, la présidente et la vice-présidente de la "Fondation", de l'élimination de Drake et de la destruction des notes qu'il avait rassemblées sur la Fleur de Mai. La Fondation met alors en marche la seconde partie de son plan.
En Arizona, les hommes d'USafe infiltrent le centre pénitentiaire dans lequel sont enfermés les membres restants de la Conspiration des XX (voir albums précédents de la série). Les mercenaires incorporent des somnifères dans l'eau courante de la prison, de sorte que tous ses occupants - surveillants et détenus - tombent endormis. Les tueurs pénètrent alors dans la prison et libèrent le prisonnier qu'ils étaient venus chercher : Ellery Sheperd, ex-haut fonctionnaire du département de la Défense et numéro XIX de la Conspiration. Les mercenaires quittent la prison avec Sheperd après avoir piégé le bâtiment avec des explosifs. Tous les membres restants de la Conspiration meurent dans l'explosion et les hommes d'USafe ont placé un corps supplémentaire dans la prison, de sorte que les autorités croient que Sheperd fait partie des victimes. Enfin, un des mercenaires se tatoue le chiffre romain XIII sur la clavicule gauche et apparaît cagoulé devant une caméra de sécurité afin que le FBI suspecte XIII.
C'est en effet ce qu'il se produit : le général Carrington apprend par son ami, Robert Wolf, que le FBI est à la recherche de XIII pour le meurtre des Conspirateurs. Carrington appelle son ami pour le prévenir, mais celui-ci a été intercepté à son domicile par Julianne et Karl, qui tentent à nouveau de l'engager dans USafe. XIII refuse et part en mer avec des pêcheurs dans le but d'échapper à la fois au FBI et aux mercenaires d'USafe.
Mais Julianne et Karl embarquent sur un autre bateau et attaquent celui dans lequel se trouve XIII. Les deux mercenaires éliminent les pêcheurs et laissent des indices faisant croire à la culpabilité de XIII. Ils tentent une énième fois de le rallier à USafe, mais XIII se révolte contre la mort de ses amis pêcheurs et affronte les mercenaires. Il défigure Julianne avec une canne à pêche et fait tomber Karl par-dessus bord. Le mercenaire est aspiré par les hélices du bateau et meurt broyé. XIII parvient ensuite à se débarrasser de Julianne et il fuit les lieux à bord du navire.
Lorsque le FBI découvre plus tard le navire échoué avec tous les pêcheurs morts, il émet un avis de recherche à l'encontre de Jason Mac Lane. Mais XIII est déjà loin : il a pris l'identité de Karl Dorff pour prendre un avion en direction de la France, où il rejoint ses amis Betty Barnowski et Armand de Préseau dans la ville de Préseau-Bailly. Le marquis accueille bien volontiers XIII dans son château et lui raconte l'histoire du Mayflower, évoquée par Jim Drake avant de mourir.
Le navire baptisé Mayflower avait à son bord 102 immigrants anglais, et parmi eux des dissidents religieux, les Pères pèlerins, qui adhéraient aux principes puritains. Il a abordé en 1620 au Cap Cod (dans l'actuel Massachusetts), n'ayant pu atteindre son but initial, la Virginie. Sur place, ces pèlerins ont fondé une colonie basée sur des principes de morale religieuse et leur histoire est restée comme un mythe fondateur des futurs États-Unis. XIII ne comprend pas le rapport entre ces pèlerins anglais et lui-même. Betty l'encourage alors à poursuivre les recherches entreprises par Jim Drake avant de mourir.
Pendant ce temps, Julianne, dont la cicatrice laissée par le coup de XIII n'a pas disparu de son visage, est accueillie par Brad Mallock et la vice-présidente dans le gigantesque immeuble de la Fondation à Boston (Massachusetts). La vice-présidente décide d'engager Julianne directement au service de la Fondation en faisant jouer son sentiment de vengeance à l'égard de XIII. La vice-présidente explique qu'elle souhaite engager XIII car son arrière-arrière-grand-père irlandais, Henry O'Keefe, serait né de l'union d'une jeune Irlandaise - Mary O'Keefe - avec l'un des principaux descendants des passagers du Mayflower - James Duncan. Ainsi, XIII et son père, Sean Mullway, seraient les derniers descendants vivants de James Duncan, c'est pourquoi la Fondation souhaite s'approcher de XIII et l'utiliser pour mener à bien son projet visant à rétablir aux États-Unis la société puritaine créée par les passagers du Mayflower. Le lecteur apprend alors que Wally Sheridan et la Conspiration des XX étaient en fait au service de la Fondation, mais l'échec du coup d'État ainsi que la mort de Sheridan avaient brutalement mis fin aux ambitions de la Fondation.
Mais cette fois-ci, la Fondation compte bien récupérer le pouvoir qu'elle a perdu. Grâce à Sheperd, l'organisation a pu rétablir des réseaux dans l'armée américaine et découvrir l'existence du colonel Jones. La vice-présidente charge Julianne de retrouver Jones, la femme qui compte le plus pour XIII, afin de l'utiliser comme appât pour mettre la main sur lui.

## Personnages

### Anciens personnages
- XIII, héros des dix-neuf tomes précédents. Il est désormais connu sous le nom de Jason Mac Lane.
- Benjamin Carrington, général de l'armée de terre à la retraite, réhabilité après le procès de Giordino. Il vit dans le ranch de sa sœur Amalia avec son petit-fils, Colin.
- Dream Jones, devenue colonel, elle fait une brève apparition dans l'épisode au cours de laquelle elle annonce à XIII qu'elle part en mission pour l'Afghanistan.
- Betty Barnowsky, ancienne SPADS et femme du marquis de Préseau, elle accueille XIII dans leur château français.
- Armand de Préseau, marquis français et mari de Betty, il raconte à XIII l'histoire du Mayflower.
- Ellery Sheperd, numéro XIX de la Conspiration et unique survivant du complot après l'élimination des derniers Conspirateurs par USafe. Il travaille désormais pour la Fondation.
- La présidente de la Fondation du Mayflower (son identité ne sera révélé que dans L'héritage de Jason Mac Lane, les journalistes de XIII Mystery : l'enquête ont déjà enquêté sur cette personne).
- Certains membres de la Conspiration des XX emprisonnés en Arizona font une brève apparition avant de périr dans l'explosion du centre pénitentiaire. Grâce aux portraits fournis par l'album The XIII Mystery : L'Enquête, on peut notamment reconnaître parmi eux Clayton Willard (numéro V), Philip Gillespie (numéro IV) et Eleanor Davis-Brown (numéro XX).

Certains personnages créés par Jean Van Hamme et William Vance et toujours en vie après le tome 19 n'apparaissent pas dans cet opus mais pourraient revenir dans les prochains albums : Jessica Martin, Sean Mullway, Maria de Los Santos, Felicity Brown, James Wittaker, Judith Warner...

### Nouveaux personnages
Une flopée de nouveaux personnages sont introduits dans ce vingtième opus :
- Julianne, tueuse d'USafe défigurée par XIII à la fin de l'album et engagée par la Fondation.
- Karl Dorff, mercenaire d'USafe tué par XIII en pleine mer.
- Steve et Big Joe, pêcheurs vivant dans le même village que XIII et éliminés par Julianne et Karl.
- La Vice-Présidente de la Fondation, co-dirigeante d'une mystérieuse organisation aux motivations encore troubles. On peut néanmoins supposer que le but de la Fondation est similaire à celui de la Conspiration des XX, puisque l'on apprend que les deux organisations sont liées. La Fondation chercherait donc potentiellement à instaurer une dictature d'extrême-droite aux États-Unis.
- Brad Mallock, membre de la Fondation et commanditaire des mercenaires d'USafe.
- Docteur Suzanne Levinson, psychiatre de XIII qui semble avoir un faible pour son nouveau patient.
- Robert Walt, ami de Carrington travaillant au FBI.
- Dan, mercenaire d'USafe responsable de la mort de Drake.
- Jim Drake, ami d'enfance de XIII qui semble en connaître long sur le passé de XIII et la Fondation. Il est éliminé par celle-ci avant qu'il n'ait pu parler à XIII.
- Herb, shérif de Bar Harbor et méfiant à l'égard de XIII.
- Connie, sœur de Steve (le pêcheur).